# 트로겐
트로겐(독일어: Trogen)은 스위스 아펜첼아우서로덴주에 위치한 도시로, 면적은 10.02km2, 높이는 903m, 인구는 1,687명(2010년 기준), 인구 밀도는 169명/km2이며 아펜첼아우서로덴 주 재판소가 있는 도시이다.

## 역사
1168년 "Trugin"이라는 이름으로 문헌에 처음 등장했으며 도시 이름은 시 문장에 그려져 있는 수많은 샘들에서 유래된 이름이다. 도심에는 1782년에 건설된 개신교 성당, 도서관을 갖춘 식당, 1805년에 건설된 시 청사와 첼베거(Zellweger) 궁전이 남아 있다.

## 지리
트로겐의 면적은 2006년 기준으로 10km2이다. 이 지역의 50.9%는 농업용으로 사용되며, 41.1%는 산림이다. 나머지 토지 중 7.8%는 정착지(건물 또는 도로)이고, 나머지(0.2%)는 불모지(강, 빙하 또는 산)이다.

## 인구
트로겐의 인구(2008년 기준)는 1,688명이며, 그중 약 7.7%가 외국인이다. 지난 10년 동안 인구는 -15.2%의 비율로 감소했다.
2000년 기준, 인구 대부분인 92.9%가 독일어를 사용하며, 세르비아-크로아티아어가 두 번째로 많이 사용(2.0%)하고, 이탈리아어가 세 번째(0.9%)이다.

2000년 기준으로 인구의 성별 분포는 남성 50.3%, 여성 49.7%였다. 2000년 기준 연령 분포에서 트로겐은 130명(7.0%)가 0-6세이다. 271명(14.5%)은 6-15세, 149명(8.0%)은 16-19세이다. 성인 인구 중 80명(인구의 4.3%)이 20~24세이다. 502명(26.9%)은 25~44세, 452명(24.2%)은 45~64세다. 고령자 분포는 186명으로 전체 인구의 10.0%가 65~79세, 97명(5.2%)이 80세 이상이다.
2007년 연방 선거에서 FDP는 66.8%의 득표율을 얻었다.
트로겐에서는 인구의 약 74.8%(25-64세)가 필수가 아닌 고등 교육 또는 추가 고등 교육(대학 또는 응용학문대학)을 완료했다.
트로겐의 실업률은 1.46%이다. 2005년 기준으로 1차 경제 부문에 62명이 고용되어 있으며, 이 부문에 약 34개 기업이 참여하고 있다. 76명이 2차 부문에 고용되어 있고, 이 부문에 20개의 기업이 있다. 751명이 3차 부문에 고용되어 있으며, 이 부문에는 86개의 기업이 있다.
역사적 인구는 다음 표에 나와 있다.
| 연도 | 인구  | ±%     |
| ---- | ----- | ------ |
| 1980 | 1,853 | —      |
| 1990 | 2,042 | +10.2% |
| 2000 | 1,765 | −13.6% |
| 2005 | 1,751 | −0.8%  |
| 2007 | 1,693 | −3.3%  |

## 국가 중요 문화재

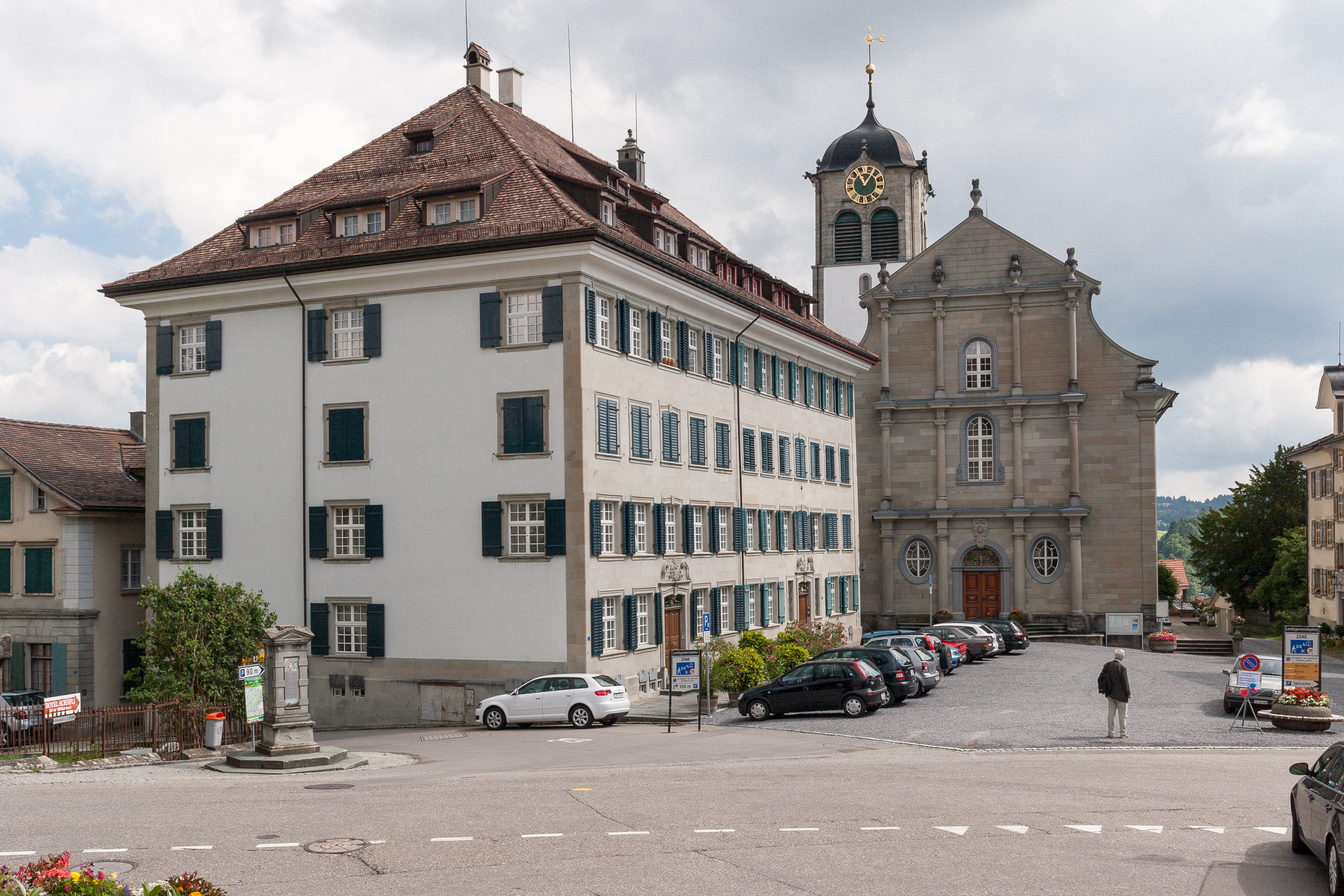
첼버거 궁과 교회

마을 중심부에 있는 여러 건물, 1782년 개신교 교회, 주립 도서관이 있는 식당, 1805년 시청 및 두 개의 젤베거 궁전(Doppelpalast / Fünfeckpalast)은 국가적으로 중요한 문화유산으로 등록되어 있다.

### 볼거리
트로겐은 지역의 게브리스산이 지배적인 풍경이다. 이 마을은 1940년대에 지어진 페스탈로찌 어린이 재단의 어린이 마을로 잘 알려져 있다.

## 기후
트로겐의 연간 강우량은 평균 155.1일이며, 평균 강수량은 1,644mm이다. 가장 습한 달은 7월로 트로겐의 평균 강수량은 209mm이다. 이달의 평균 강수일은 14.2일이다. 강수량이 가장 많은 달은 6월로 평균 15.4일이지만 강수량은 203mm에 불과하다. 일년 중 가장 건조한 달은 1월로 14.2일 동안 평균 강수량이 86mm이다.

## 교통
트로겐은 협궤 도로-측면 철도선인 아펜첼-장크트갈렌-트로겐선에 의해 장크트갈렌 시와 연결되어 있다. 이 노선은 하루 종일 시간당 2대의 열차를 운행하며 성수기에는 시간당 4대의 열차를 운행한다. 장크트갈렌에서 트로겐까지는 25분이 소요된다.